# Амербаев, Вильжан Мавлютинович
Вильжан Мавлютинович Амербаев (25 апреля 1931, Талды-Курган, КазАССР — 14 декабря 2014, Зеленоград) — советский, казахстанский и российский математик, академик АН Казахской ССР (1987); лауреат Государственной премии СССР в области науки и техники.

## Биография
В 1954 году окончил КазГУ им. С. М. Кирова (Алма-Ата) по специальности «математика». С 1959 года — аспирант Математического института им. В. А. Стеклова АН СССР. Защитил кандидатскую диссертацию на соискание ученой степени кандидата физико-математических наук на Ученом Совете МИАН СССР в 1963 году. Тема диссертации: «Численные методы обращения интегрального преобразования Лапласа».
В 1959—1963 гг. — младший научный сотрудник, заведующий лабораторией вычислительной и машинной математики при Президиуме АН КазССР.
В 1967—1972 гг. — заведующий отделом специализированного вычислительного центра МЭП СССР.
В 1972—1978 гг. — заместитель директора Института математики и механики АН КазССР.
В 1978—1989 гг. — заведующий кафедрой электронно-вычислительных машин МИЭТ.
В 1988—1993 гг. — академик-секретарь Отделения физико-математических наук АН РК, член Президиума АН РК
С 1994 г. ведущий научный сотрудник Института теоретической и прикладной математики НАН РК.
В 1994—2002 гг. — профессор кафедры высшей математики 1 МИЭТ.
В 2002—2007 гг. — главный научный сотрудник ГУП НПИ СПУРТ.
В 2007—2014 гг. — главный научный сотрудник ИППМ РАН.
Доктор физико-математических наук (1971), профессор (1973), член-корреспондент АН Казахской ССР (с 1972), академик НАН РК (1989).

## Награды и премии
- Медаль за доблестный труд в ознаменование 100-летия со дня рождения В.И. Ленина (1970 г.)
- Медаль «За трудовую доблесть» (1971 г.)
- Лауреат Государственной премии СССР в области науки и техники (1991 г.)

## Характеристика трудов
Его труды относятся к  операционному исчислению и теории арифметического кодирования информации. Его математическая активность в области информатики связана с привлечением фундаментальных алгебраических структур для организации вычислений в целях достижения высоких показателей по  быстродействию,  надежности,  точности на  вычислительных средах специального назначения, повышения качества приборов (измерений) и сжатия визуальной информации. Основные результаты:  теория модулярного кодирования в кольце главных идеалов, цифровые методы отображения  интегралов Лапласа,  обобщенное операционное исчисление, новые и численные методы деконвалюции. Выполнен большой цикл работ в области  компьютерной алгебры и  цифровых методов обработки сигналов. Результаты исследований отражены в более чем 100 печатных работах и авторских свидетельствах на изобретения, в том числе в 6 монографиях.

## Монографии
- Основы машинной арифметики комплексных чисел, Алма-Ата, Наука, 1970 г. 248 с.[3]
- Операционное исчисление и обобщенные ряды Лагерра, Алма-Ата, Наука, 1974 г. — 181 с.[4]
- Теоретические основы машинной арифметики / В.М. Амербаев ; АН КазССР, Ин-т математики и механики. — Алма-Ата : Наука, 1976. — 324 с.; 21 см.[5]
- Распределение регулярных потоков сообщений в информационных системах, Алма-Ата, Наука, 1980 г. — 143 с.
- Параллельные вычисления в комплексной плоскости, Алма-Ата, Наука, 1984 г. — 177 с.
- Анализ и синтез лагеррованного спектра, Алма-Ата, Наука,1984 г. — 180 с.